# Cursorius somalensis
Cursorius somalensis là một loài chim trong họ Glareolidae.